# Henryk Zasławski
Henryk Zasławski (ur. 1948 w Łodzi) – polski poeta i animator kultury, jeden z czołowych twórców łódzkiej Grupy Literackiej Centauro.

## Życiorys
Debiutował w 1970 roku w Almanachu Literackim Korespondencyjnego Klubu Młodych Pisarzy. 
W 1983 roku był jednym z założycieli Grupy Liteackiej Centauro, której członkiem pozostaje do dziś.

## Publikacje
- 1988 – Kiedy otwiera się w nas szczelina (Wydawnictwo Łódzkie), poezja
- 1996 – Stan wojenny poezji (zapis czasu) (Wydawnictwo Grupa Literacka Centauro), poezja
- 1996 – Kocham wieczór autorski na Placu Wolności: antologia Centauro (Wydawnictwo Grupa Literacka Centauro), antologia poezji
- 1999 – Krajobraz polski (Wydawnictwo Klub Nauczyciela w Łodzi), antologia poezji
- 2001 – Poszukiwania (Wydawnictwo Klub Nauczyciela w Łodzi), antologia poezji